# Clubiona glatiosa
Clubiona glatiosa är en spindelart som beskrevs av Saito 1934. Clubiona glatiosa ingår i släktet Clubiona och familjen säckspindlar. Inga underarter finns listade i Catalogue of Life.